# Ялсыгул
«Ялсыгул» (баш. Ялсығол) — башкирская народная песня кыска-кюй.

## История
Башкирская народная песня кыска кюй Ялсыгул была впервые записана в 1939 году ученым фольклористом Л. Н. Лебединским от исполнителя И. Ш. Дильмухаметова Впервые опубликована в сборнике «Башкорт халк йырдары» в записи Г. З. Сулейманова. Известен одноименный кубаир, записанный в 1939 году Лебединским от Б. Бикбая.

## Характеристика
Оптимистическая песня башкирского батрака по имени Ялсыгул. Её мелодия основана на мажорной пентатонике и имеет танцевальный характер. Выразительность песне придает переменность двух и трёхдольного размеров в припеве. Это помогает полнее раскрыть образ автора.

## Использование
Обработки песни для голоса и фортепиано проведены композитором Р. А. Муртазиным, для хора с аккомпанементом — Х. Ф. Ахметовым и Р. В. Сальмановым.

## Исполнители
Песня Ялсыгул в репертуаре музыкантов К. М. Диярова, Заки Махмудова.